# Черепахин, Сергей Павлович
Сергей Павлович Черепахин (1 октября 1923 года, с. Байки — 4 февраля 1989 года) — командир пулемётного расчёта 240-го гвардейского стрелкового полка (74-я гвардейская стрелковая дивизия, 8-я гвардейская армия, 1-й Белорусский фронт), Герой Советского Союза.

## Биография
Сергей Павлович Черепахин родился 1 октября 1923 года в селе Байки ныне Караидельского района Республики Башкортостан.
Окончил 4 класса школы. Работал в колхозе.
Призван в ряды Красной Армии в марте 1942 года Караидельским райвоенкоматом. В действующей армии с июня 1942 года. Воевал на Юго-Западном, 3-м Украинском и 1-м Белорусском фронтах.
Командир пулемётного расчёта 240-го гвардейского стрелкового полка (74-я гвардейская стрелковая дивизия, 8-я гвардейская армия, 1-й Белорусский фронт) гвардии сержант С. П. Черепахин отличился при освобождении польских городов Бжезины, Лодзь и Познань.
После демобилизации в 1947 году С. П. Черепахин вернулся на родину. Работал электромехаником Юрюзанского леспромхоза. Скончался 4 февраля 1989 года.

## Подвиг
«19 января 1945 г. в предместьях г. Бжезины он, смело продвигаясь в первых рядах стрелков, метким огнём уничтожил 4 пулемётных расчёта противника, поджёг 2 автомашины с боеприпасами и истребил 40 гитлеровцев. В районе г. Лодзь немцы перешли в контратаку. С. П. Черепахин, подпустив противника на близкое расстояние, метким огнём пулемёта положил цепь врага и в упор расстрелял 30 фашистов. Когда были израсходованы все патроны, он первым бросился в атаку, увлекая за собой бойцов расчёта, огнём трофейного пулемёта он уничтожил ещё до 15 гитлеровцев.
В боях за оружейный завод в г. Познани С. П. Черепахин гранатой уничтожил пулемётный расчёт противника, захватил пулемёт и точным огнём из него обратил немцев в бегство. Тем самым, обеспечил батальону выполнение боевой задачи. В этом бою батальоном было захвачено 250 ручных и станковых пулемётов, 130 автоматов, 1500 винтовок врага».
Звание Героя Советского Союза С. П. Черепахину присвоено 31 мая 1945 года.

## Награды
- Медаль «Золотая Звезда» Героя Советского Союза (31.05.1945)[2][3];
- орден Ленина (31.05.1945);
- орден Отечественной войны I степени;
- орден Славы III степени (31.01.1945)[4];
- медаль «За отвагу» (24.10.1944)[5];
- другие медали.